# Setaria dielsii
Setaria dielsii är en gräsart som beskrevs av R.A.W.Herrm. Setaria dielsii ingår i släktet kolvhirser, och familjen gräs. Inga underarter finns listade i Catalogue of Life.